# Канальный нагреватель

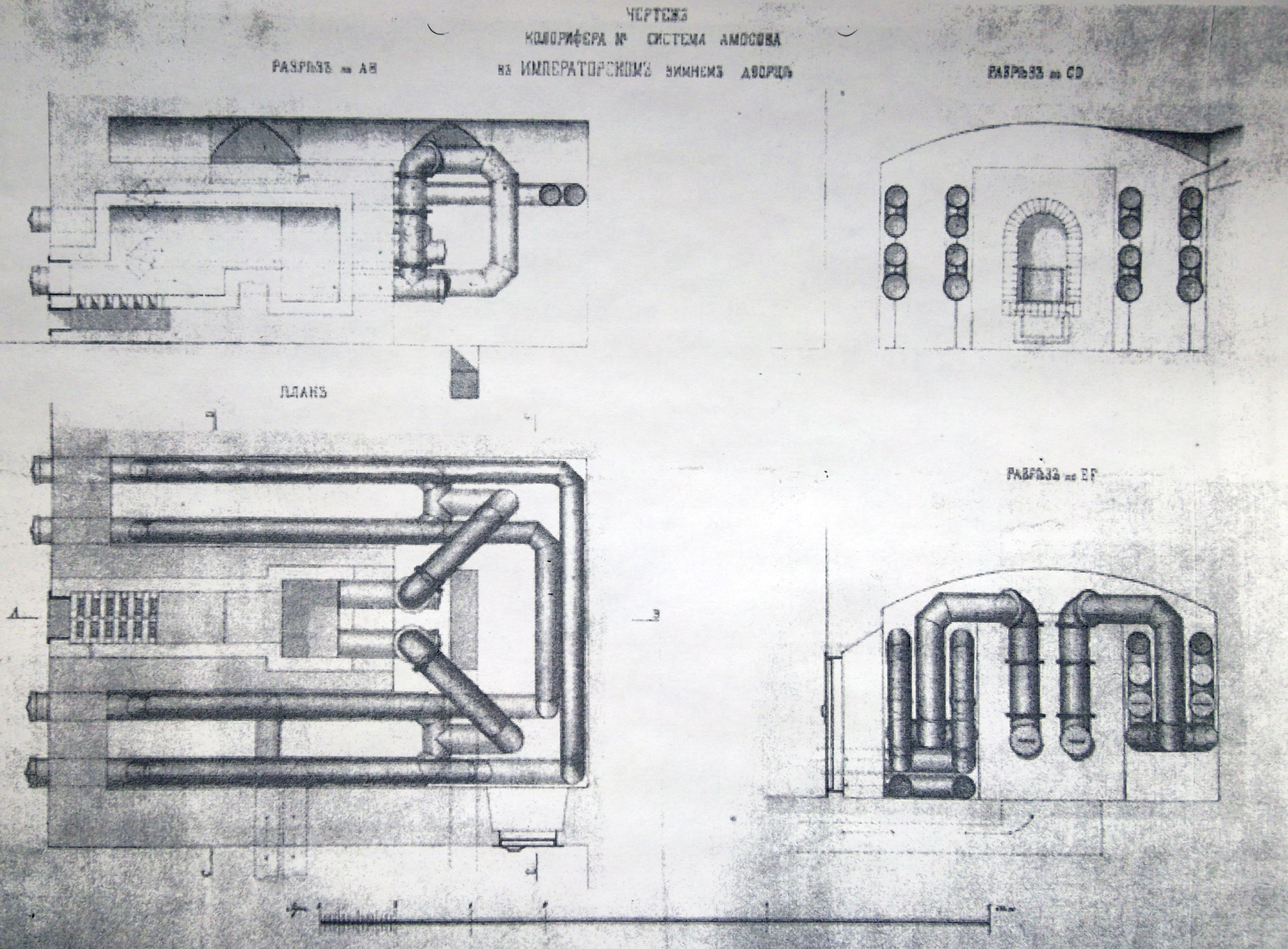
Чертёж калорифера системы Аммосова. 1840-е гг.

Канальный нагреватель (при наличии вентилятора — калори́фер) — прибор, который используется в системах вентиляции и воздушного отопления для нагревания проточного воздуха. Состоит из труб, ТЭНов или других нагревательных элементов по которым циркулирует горячая вода, пар или электрический ток. 
По принципу передачи тепловой энергии различают электрические и водяные (подключаются к системе центрального отопления) канальные нагреватели. В зависимости от конфигурации и сечения вентиляционной системы используют воздухонагреватели прямоугольной и круглой  формы.
Существуют канальные нагреватели с утилизацией тепла (рекуперация). В этом случае холодный приточный воздух нагревается за счет теплообмена с удаляемым теплым воздухом. Воздушные потоки при этом не смешиваются.
Прообразом такой системы можно считать аммосовскую печь.

## В искусстве
Жюль Верн описывает калорифер, «предназначенный для отопления помещений», в 10-й главе романа «Пять недель на воздушном шаре» (1863).